# Tenorsaxofon

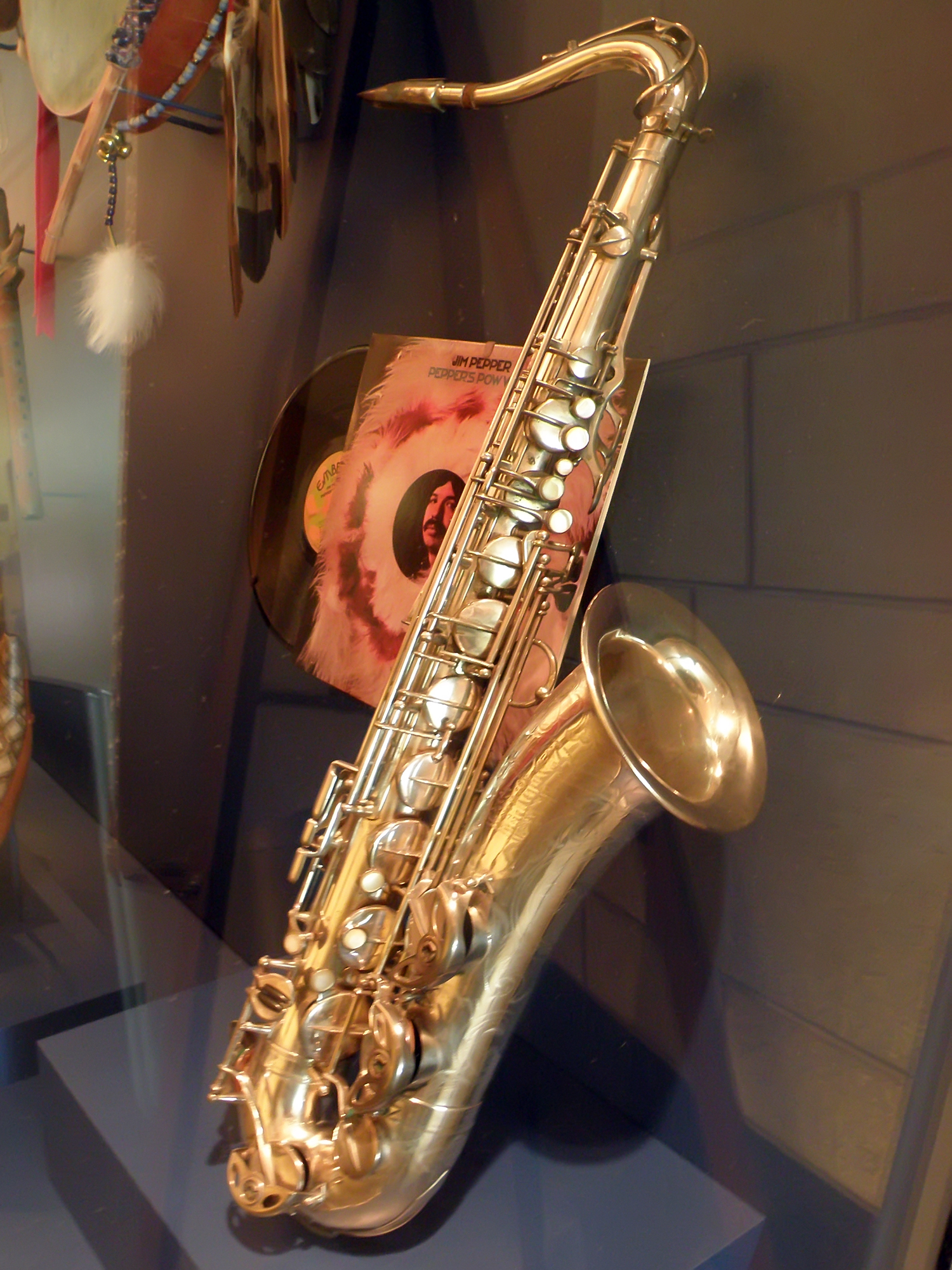
Tenorsaxofon.

Tenorsaxofonen är en typ av saxofon. Den har den traditionella saxofonformen med uppåtböjt klockstycke (till skillnad från den raka sopransaxofonen som liknar en klarinett gjord av mässing) och befinner sig registermässigt mellan den högre klingande altsaxofonen och den lägre barytonsaxofonen. Skillnaden mellan tenor och alt är en kvart och mellan tenor och baryton en kvint. Alla saxofoner, även tenorsaxofonen, har likadan fingersättning. Om man lärt sig spela på en altsaxofon klarar man även av en tenorsaxofon efter en kort tids övning. Eftersom tenorsaxofonen är större än altsaxen behöver den ett större munstycke och grövre rörblad än denna.
Liksom alla typer av saxofoner kan de vara utförda på olika sätt, det vanligaste är att instrumentets mässing är lackerat med flera lager klarlack, men det förekommer även att man lackerat instrumentet i en täckande färg. Eller att mässingen är obehandlad och som med tiden blir patinerad.
Tenorsaxofonen är stämd i Bb ("Bess") och är större och tyngre än t.ex. altsaxen. Eftersom tenorsaxofonen har en fylligare och mörkare ton än altsaxen är det inte svårt att uppbringa den äkta jazzkänslan. Tenorsaxen är nog den vanligaste saxofontypen om man ser till hur många professionella som spelar på den i olika typer av jazzband och dansband. Tenorsaxen används även inom andra musikgenrer, vanligtvis som soloinstrument.
Det finns många berömda pop- och rocksolon på tenorsaxofon, exempelvis Pink Floyds _Money_ och Supertramps _Logical song_.